# Давидовский, Яков Львович
Яков Львович Давидовский (апрель 1897, Новогрудок, Минской губернии, Российская империя — 2 октября 1938, Чита) — комдив, член ВКП(б) с 1917 года, участник Гражданской войны, слушатель Академии Генерального штаба, начальник Тульской оружейно-технической школы РККА, командир 81-й стрелковой дивизии, начальник управления военных изобретений РККА, заместитель командующего войсками Забайкальского военного округа, командир 11-го механизированного корпуса.
В некоторых источниках фамилия Я. Л. Давидовского указывается неверно, а именно: «Давыдовский».

## Биография
Родился 24 мая (5 июня) 1897 года в городе Новогрудок Минской губернии в семье небогатого лесопромышленника. Окончил реальное училище. Работал по специальности.
В мае 1916 года был призван на службу в 1-ю Московскую запасную артиллерийскую бригаду. Вступил в РСДРП(б) в феврале 1917 года и организовал в бригаде партийную ячейку. Во время октябрьских событий в Москве 1917 года подавлял сопротивление юнкеров, исполняя обязанности командира и комиссара батареи.
В 1918 году вступил в Красную Армию и прошёл в её рядах всю Гражданскую войну. Занимал различные командные и военно-политические должности: военкома и командира 1-й Московской революционной бригады, командира артиллерийских дивизионов (1-го Воронежского и 2-го артдивизиона 12-й стрелковой дивизии), военкома 13-й стрелковой дивизии. В 1919 году поступил в Академию Всероссийского главного штаба РККА и по 1922 год являлся её слушателем (с перерывами для несения службы).
После окончания Академии в 1922 году командовал ротой в стрелковом полку в Тбилиси. Через год его назначили начальником штаба укреплённого района в Батуми, а ещё через год — начальником штаба крепости Кронштадт. Два месяца (март-апрель 1924 года) был начальником штаба 3-й Кавказской стрелковой дивизии. Затем был помощником начальника штаба Морских сил Балтийского моря по береговой обороне. В 1926 году его вызвали в Москву и назначили помощником начальника 2-го отдела 1-го Управления Штаба РККА. Пребывание в Штабе РККА позволило Я. Л. Давидовскому не только заниматься штабной работой, но и самостоятельно изучать военную науку. Тем более, что лекции в Штабе читали такие видные советские военные теоретики, как В. К. Триандафиллов и М. Н. Тухачевский.

Здание Тульской ОТШ, 1928 г.

В январе 1928 года Я. Л. Давидовский был назначен начальником Тульской оружейно-технической школы (ТОТШ) и пребывал в этой должности до мая 1930 года. В период своего руководства школой Яков Львович умело использовал размещение вверенного ему военно-учебного заведения вблизи крупных военно-производственных баз, каковыми тогда являлись Тульский оружейный завод и Тульский патронный завод, для улучшения учебно-материального обеспечения и качества обучения курсантов. Он уделял большое внимание перестройке учебного процесса, а также совершенствованию форм и методов подготовки специалистов. На базе школы были созданы курсы усовершенствования старшего и среднего командного состава для изучения поступающих на вооружение Красной Армии новых отечественных образцов оружия. 

Совещание командирского состава ТОТШ. Я. Л. Давидовский сидит слева

Кроме этого, курсантами и командирами школы велась разъяснительная работа в тульских деревнях и сёлах. Необычным методом такой работы стал 200-километровый лыжный поход, в котором проводилась агитационная работа среди сельского населения. И Советское Правительство высоко оценило роль школы в укреплении обороноспособности страны и подготовке высококвалифицированных кадров для Красной Армии. Сначала 13 февраля 1930 года приказом Реввоенсовета СССР Тульской оружейно-технической школе было присвоено имя Тульского пролетариата. А 24 марта 1930 года Центральный Исполнительный Комитет СССР наградил школу грамотой и революционным Красным Знаменем, как знак призыва к постоянной его готовности выступить на защиту завоеваний Социалистической Революции. Несомненно, в этих наградах есть прямая заслуга начальника школы Я. Л. Давидовского.
В мае 1930 года Я. Л. Давидовский был назначен командиром 81-й стрелковой дивизией. Но уже через год его знания и имеющийся опыт потребовались при создании оборонительных сооружений. Ему поручили создание укрепрайона на пограничной реке Днестр с одновременным назначением на должность коменданта Могилёв-Ямпольского укреплённого района (УР). Для приёмки УР прибыли видные военачальники: М. Н. Тухачевский, В. К. Триандафиллов, И. Э. Якир, С. С. Каменев. Видимо, М. Н. Тухачевскому запомнился молодой комендант УР своими знаниями и проделанной им работой, а также личными морально-деловыми и волевыми качествами. И в 1933 году М. Н. Тухачевский предложил кандидатуру Я. Г. Давидовского на должность помощника командующего Забайкальской группой войск Отдельной Краснознамённой Дальневосточной армии (ОКДВА). Возможно, как показали дальнейшие события, М. Н. Тухачевский связывал с Я. Л. Давидовским определённые планы. В 1935 году Забайкальская группа войск была выведена из состава ОКДВА и преобразована в Забайкальский военный округ. После этого преобразования Я. Л. Давидовский был назначен заместителем командующего войсками Забайкальского военного округа. На этой должности Яков Львович весь свой боевой опыт и знания вкладывал в обучение войск. Проводились учения, тактические занятия, манёвры. Давидовский требовал от командиров не только постоянной боевой готовности, но и детального знания предполагаемого противника, тактики ведения им боевых действий и даже его языка. Японский военно-разговорный язык изучал весь начальствующий состав округа.
Это была жизненно важная необходимость. В конце 1931 года на границы Дальнего Востока и Забайкалья вышла японская армия. Вблизи советских границ строились японские укрепления, аэродромы, военные городки, концентрировались войска, активизировалась разведка. Начались провокации на границе.
В феврале 1936 года Я. Л. Давидовский был назначен командиром 11-го механизированного корпуса, который тремя годами ранее прибыл из Ленинграда. Корпусу предназначалась важная роль в предполагаемой войне с японцами. По замыслу М. Н. Тухачевского, после отражения нападения врага на границе, предусматривалось стремительное наступление войск Забайкальского военного округа, развёрнутого в армию, вглубь Маньчжурии при поддержке Дальневосточного округа. А темп наступления задавал бы 11-й механизированный корпус. Он был бы тем своеобразным бронированным «тараном», который, не ввязываясь в затяжные бои на границе, преодолел бы хребты Большого Хингана и, развернувшись в тылу противника, проложил бы путь пехоте. Это был основной стратегический замысел М. Н. Тухачевского и В. К. Блюхера, который был положен в план разгрома Квантунской армии в Маньчжурии в 1945 году.
Я. Л. Давидовский без устали обучал вверенные ему войска действиям в условиях горно-таёжной местности. В условиях, максимально приближенных к условиям Хингана, совершались длительные марши, в том числе и в ночное время. Отрабатывались вопросы инженерного и тылового обеспечения войск.
Внезапно, в 1937 году М. Н. Тухачевский был снят с должности первого заместителя наркома обороны и поставлен на должность командующего войсками Приволжского военного округа. В том же году он был арестован, судим и казнён. Репрессиям подверглось и командование Забайкальского военного округа, в том числе и Я. Л. Давидовский. 8 июля 1937 года он был арестован, признан агентом японской разведки, обвинён в военно-троцкистском заговоре. Выездной сессией Военной коллегии Верховного суда СССР был приговорён к высшей мере наказания, лишению звания «комдив» и конфискации имущества. Расстрелян 2 октября 1938 года. Реабилитирован 27 апреля 1957 года Военной коллегией Верховного суда СССР.